# Эмсмонд
Эмсмонд (нидерл. Eemsmondо файле) — бывшая община в провинции Гронинген на севере Нидерландов. Административный центр — деревня Эйтхёйзен. Население общины — 16 728 человек (на 1 января 2007 года), площадь общины — 551,24 км² (суша — 189,63 км², вода — 353,73 км²). 1 января 2019 года община Эмсмонд вошла в состав новой общины Хет-Хогеланд.
В общину входят населённые пункты: Эмсхавен, Эппенхёйзен, Кантенс, Олдензейл, Остейнде, Остерниланд, Аудесип, Родесол, Роттюм, Стартенхёйзен, Ститсверд, Эйтхёйзен, Эйтхёйзермеден, Ускверт, Варффум, Зандевер.
Также община включает в себя территорию незаселённых островов Роттюмерог, Роттюмерплат и Зёйдердёйнтьес. Остров Роттюмерплат является самой северной точкой Нидерландов.